# پاتوفیزیولوژی

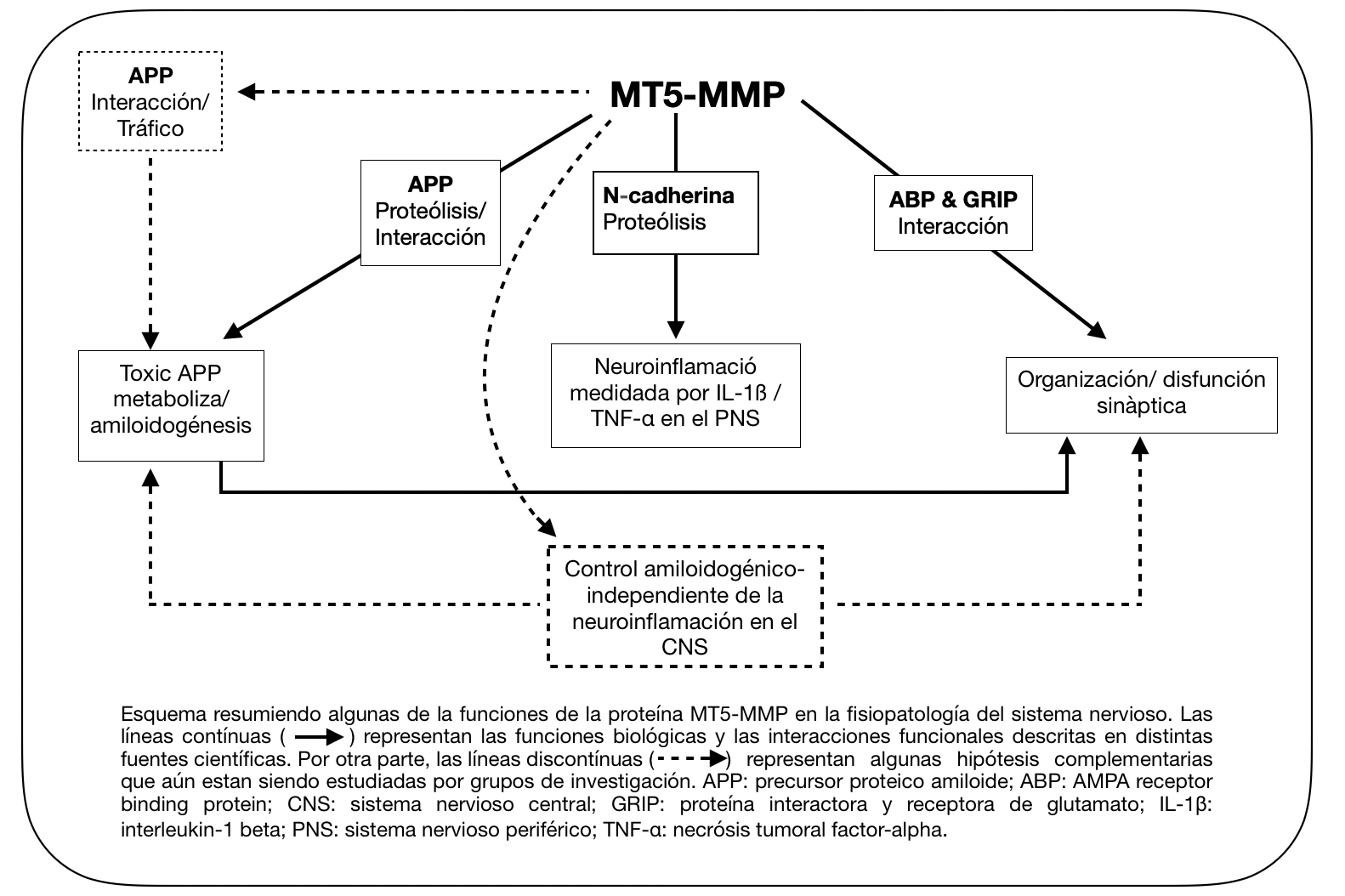
نمودار پاتوفیزیولوژی

پاتوفیزیولوژی (با نام مستعار فیزیوپاتولوژی) (به انگلیسی: Pathophysiology) به همگرایی و تطبیق پاتولوژی با فیزیولوژی گفته می شود که در آن به مطالعه فعالیت های اندام های بی نظم می پردازند که باعث ایجاد یا به نحوی تشدید یک آسیب می شود. آسیب شناسی (پاتوفیزیولوژی) رشته پزشکی است که شرایطی را که معمولاً در طول یک بیماری مشاهده می شود توصیف می کند، در حالی که کاراندام شناسی (فیزیولوژی) رشته بیولوژیکی است که فرآیندها یا مکانیسم هایی را که در یک ارگانیسم به صورت طبیعی به فعالیت می پردازد توصیف می کند. پاتولوژی وضعیت غیر طبیعی یا نامطلوب را توصیف می کند، در حالی که پاتوفیزیولوژی به دنبال توضیح تغییرات عملکردی است که در یک فرد به دلیل یک بیماری یا وضعیت پاتولوژیک رخ می دهد.